# Кок (обтекатель)
Кок — (от фр. cocon — оболочка) обтекатель воздушного винта или вентиляторного колеса турбины, применяемый для уменьшения лобового сопротивления движителя. Как правило, имеет коническую или полусферическую форму. Внутри кок полый, поскольку прикрывает собой втулку винта для плавного разделения линий потока на входе в двигатель и уменьшения лобового сопротивления.
- Красный кок на реплике истребителя Як-3У с двигателем воздушного охлаждения.
- Крупный кок на истребителе Morane-Saulnier N[англ.].
- Кок входного направляющего аппарата турбореактивного двигателя.

Толкающие пропеллеры и гребные винты кораблей также оснащаются коками для лучшей обтекаемости.